# TTL 7455

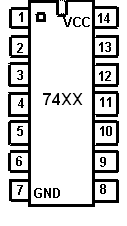
Circuito integrado 7455

O circuito integrado TTL 7455 é um dispositivo TTL encapsulado em um invólucro DIP de 14 pinos que contém quatro portas combinadas AND-NOR, duas amplas.

## Função lógica
{\displaystyle /Y={\overline {(ABCD)+(EFGH)}}}